# مشعل‌سوزی

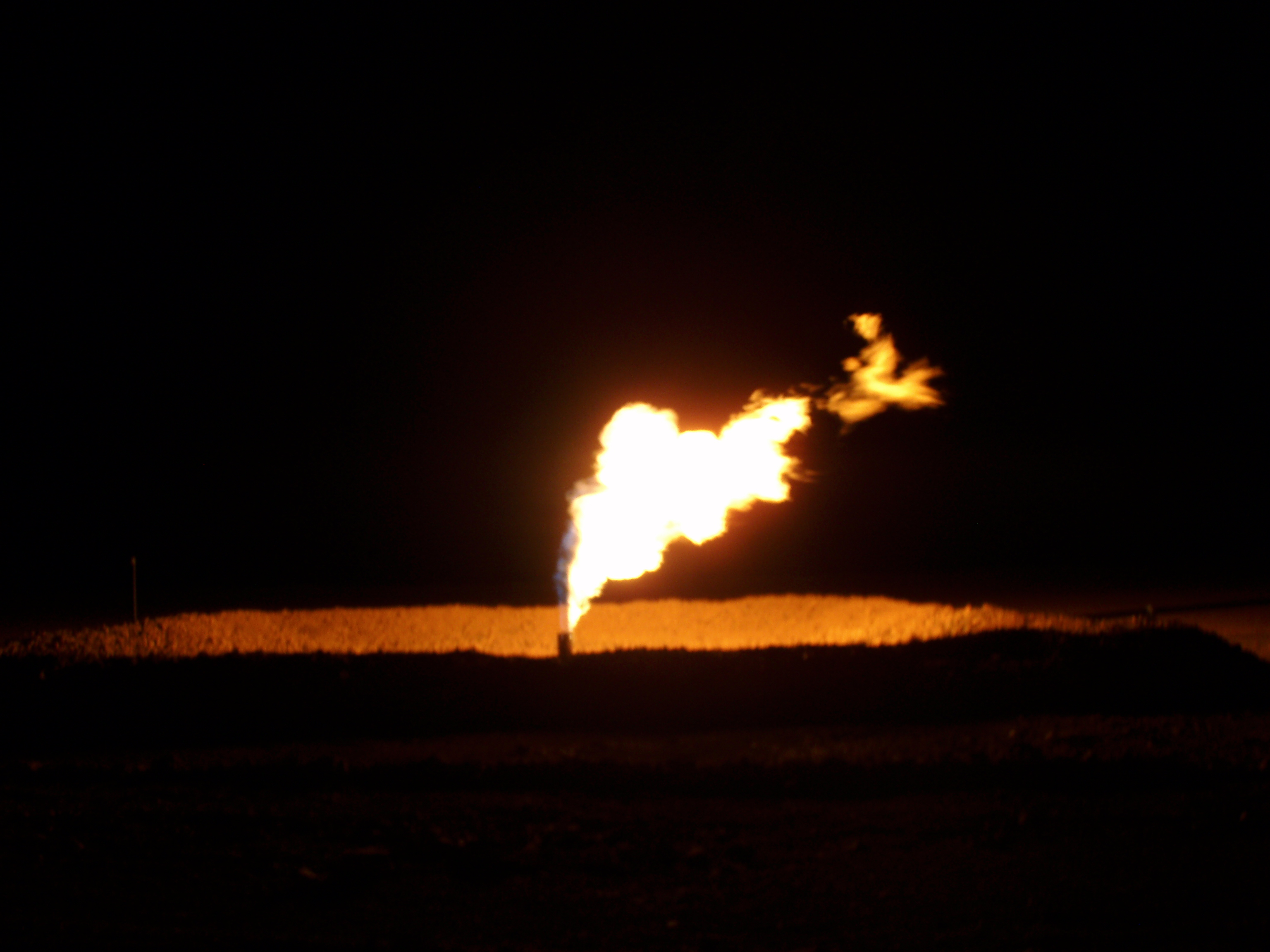
مشعل‌سوزی گاز در داکوتای شمالی.

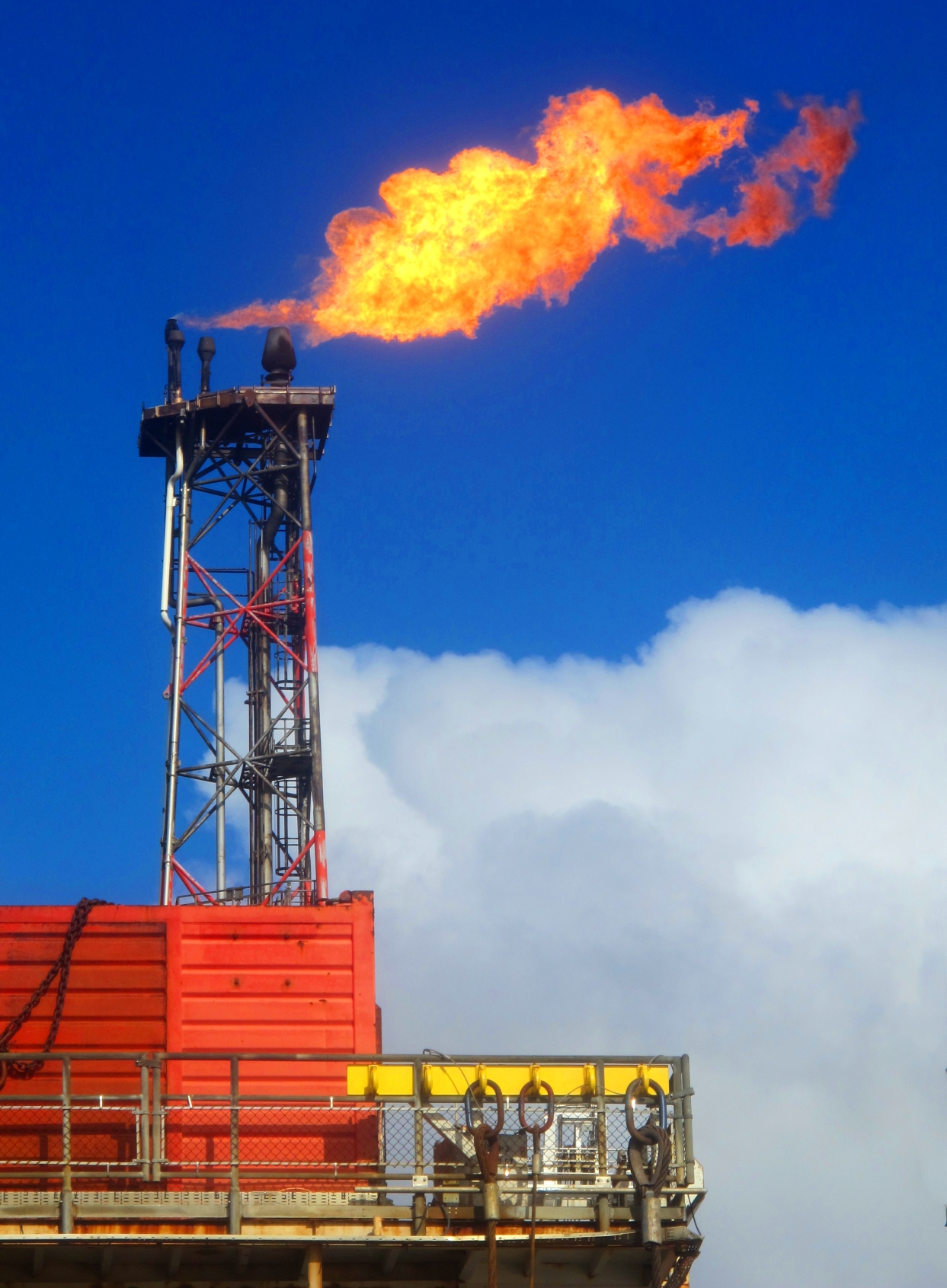
یک مشعل گازی در دریای شمال.

مَشعَل‌سوزی پدیدهٔ سوزاندن گازهای اضافه در مکان‌های استخراج نفت و گاز است. این کار به‌وسیلهٔ سوزانه یا مشعل گازی یا فلر گازی (gas flare) که به آن دودکش مشعلی (flare stack) نیز می‌گویند انجام می‌شود. مشعل گازی یک وسیله سوزاندن گاز است که در کارخانجات صنعتی مانند پالایشگاه نفت استفاده می‌شود.
در سایت‌های استخراج نفت و گاز، فلرهای گاز به طور مشابه برای انواع راه‌اندازی، تعمیر و نگهداری، آزمایش، ایمنی و اهداف اضطراری استفاده می‌شوند.  در روشی که به عنوان مشعل تولید شناخته می شود، ممکن است از آنها برای دفع مقادیر زیادی از گازهای نفتی ناخواسته مرتبط، احتمالاً در طول عمر چاه نفت استفاده شود..

## ساختار مشعل
ببینید : مشعل تولید

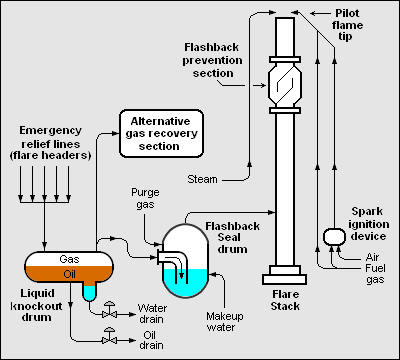
نمودار جریان شماتیک یک سیستم عمودی کلی، پشته فلر بالا در یک کارخانه صنعتی.

مشعل گازی لوله عمودی امتدادیافته‌ای است که به عنوان یکی از قسمت‌های ضروری در چاه‌های نفت، پالایشگاه‌ها، پتروشیمی‌ها و کارخانه مواد شیمیایی برای سوختن گازها و مایعات زائد، قابل اشتعال و غیره به‌کار می‌رود.
عموماً سامانه مشعل گازی مرکب از اجزای زیر است:
- لوله‌های جمع‌آوری گازها از واحدهای فرایندی.
- ظرف جمع‌آوری به منظور میعان و خارج‌سازی مایعات همراه مشعل
- آب‌بند مایع جهت جلوگیری از برگشت شعله
- دودکش با یک یا چند مشعل
- پایلوت، سیستم گازرسانی به مشعل و سیستم جرقه‌زنی
- سیستم تزریق بخار یا هوا برای ایجاد شعله کم‌دود
- تجهیزات کنترل و نظارتی برای بهینه نمودن سامانه مشعل.

## پیوند یه بیرون
- Flare Gas Recovery - An option to stop flare gas being burned to atmosphere.
- Flare Stack sizing calculator
- Modelling industrial flares environmental impacts